# Gert Metz
Gert Metz (Maguncia, Alemania nazi, 7 de febrero de 1942 - 17 de abril de 2021) fue un atleta alemán especializado en la prueba de 4 x 100 m, en la que consiguió ser campeón europeo en 1966.

## Carrera deportiva
En el Campeonato Europeo de Atletismo de 1966 ganó la medalla de bronce en los relevos de 4 x 100 metros, con un tiempo de 39.8 segundos, llegando a meta tras Francia (oro con 39.4 segundos que fue récord de los campeonatos) y la Unión Soviética (plata).